# 倣兵鯰
倣兵鯰，為輻鰭魚綱鯰形目美鯰科的其中一種，為熱帶淡水魚。分布於南美洲哥倫比亞梅塔河上游流域，體長可達4.9公分，棲息在水質清澈且流動的溪流底層水域，生活習性不明。

## 扩展阅读
維基物種上的相關：倣兵鯰